# Manchester Camerata Orchestra

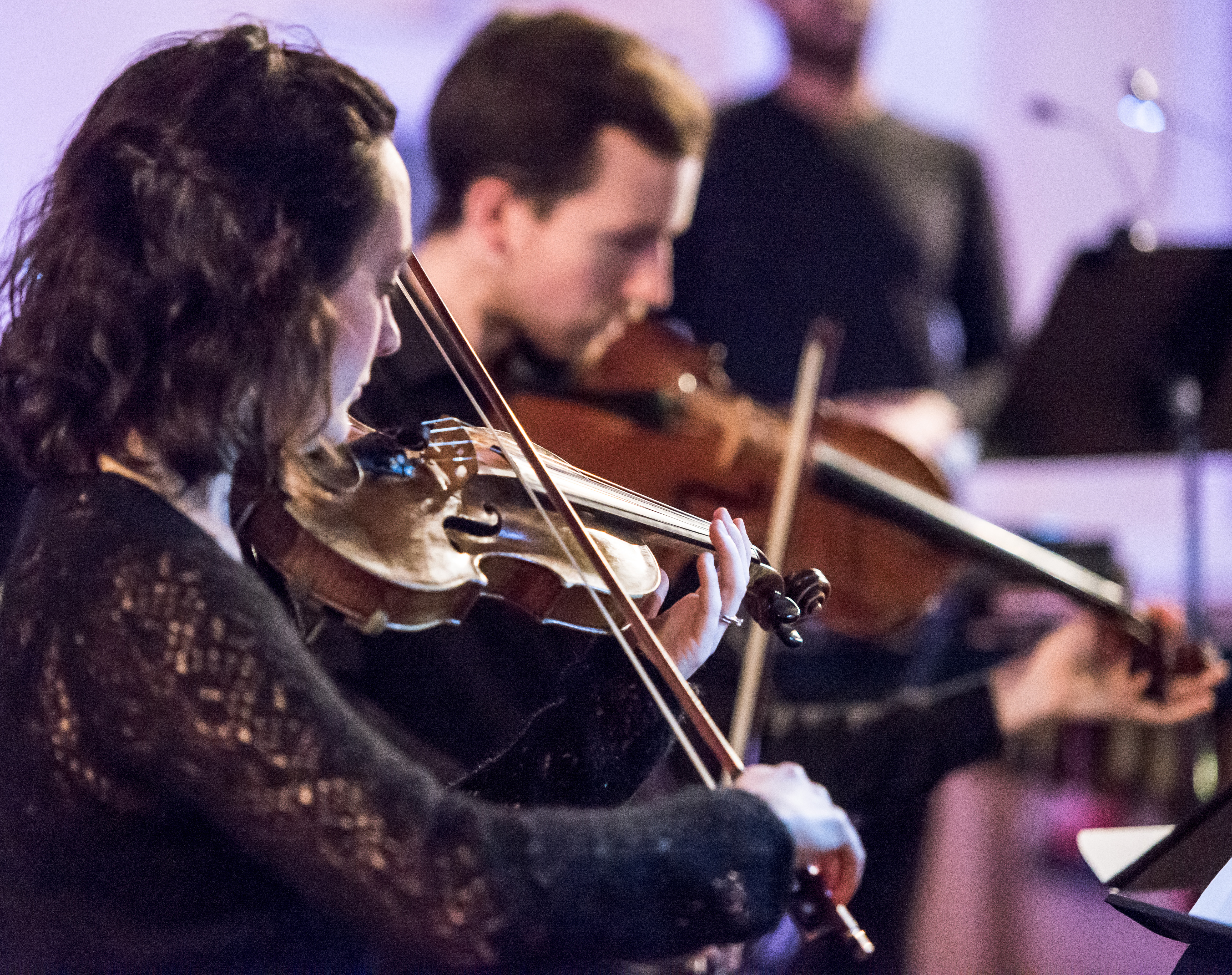
La Manchester Camerata mentre suona all'Università di Salford nel 2015

La Manchester Camerata è un'orchestra da camera fondata a Manchester, Inghilterra. Un suo sottogruppo, Manchester Camerata Ensemble, è specializzato in sole performance di musica cameristica.
L'orchestra debuttò al Bridgewater Hall, presentando poi altri concerti soprattutto al Royal Northern College of Music. In più, frequenti sono esecuzioni in altre città del nord-Inghilterra, quali Kingston upon Hull, Sheffield, Leeds, Kendal, Whitby, Keswick, Bradford, Stamford, Crewe, Colne, Stafford e Ulverston. Infine, è presente fissamente al Rasiguères Festival of Music and Wine, che si tiene ogni anno a Perpignan (Francia), fin dalla sua fondazione, per merito di Moura Lympany nel 1981.

## Storia
Nel 1972, Raph Gonley, un produttore della BBC Radio Manchester, fondò l'orchestra e la gestì fino al 1975. I fondi, almeno fino al 1979 (quando l'organico divenne un'organizzazione autonoma) provenivano dal Greater Manchester Council.
Il primo vero direttore d'orchestra fu Frank Cliff, dal 1972 al 1977, a cui succedettero Szymon Goldberg, Manoug Parikian, Nicholas Braithwaite e Sachio Fujioka. Braithwaite fece anche delle apparizioni in veste di ospite d'eccezione dal 1977 al 1984, prima di essere fisso da quest'ultimo anno fino al 1991. Sotto Douglas Boyd (2001-2011), nel marzo 2010, l'orchestra annunciò che Gábor Takács-Nagy sarebbe stato il prossimo conduttore: egli ricoprì il ruolo da settembre 2011. Nicholas Kraemer rimase invece come "guest conductor" permanente.
I fondi per la Manchester Camerata provengono dall'Arts Council England e dall'Association of Greater Manchester Authorities. Le difficoltà finanziarie cui andò infatti incontro nel corso della sua storia, soprattutto nei primi del 2000, quando registrò un deficit di £120.000, spinsero l'Arts Council nel 2002 a fornirle fondi regolari di £345,000 per saldare i suoi debiti.

## Direttori principali
- Frank Cliff (1972–1977)
- Szymon Goldberg (1977–1980)
- Manoug Parikian (1980–1984)
- Nicholas Braithwaite (1984–1991)
- Sachio Fujioka (1995–2000)
- Douglas Boyd (2001–2011)
- Gábor Takács-Nagy (2011–presente)

## Discografia
- 2016: Haçienda Classiçal (con Peter Hook, Graeme Park, Mike Pickering)